# 프란시스 베이
프랜시스 베이(Frances Bay, 1919년 1월 23일 ~ 2011년 9월 15일)는 캐나다의 배우이다.
위니펙에서 태어났다.

## 출연 작품

### 영화
- 에드몬드의 범죄 (2005년)
- 브래티 베이비 (2005년)
- 키스 더 브라이드 (2002년)
- 쿠키 포 해리 (2001년)
- 파인더스 피 (2001년)
- 웨딩 플래너 (2001년) - 도티 역
- 소설보다 더 이상한 이야기 (1999년)
- 굿바이 러버 (1999년)
- 형사 가제트 (1999년)
- 크리펜도프 종족 (1998년)
- 체인징 하빗 (1997년)
- 네버 투 레잇 (1997년)
- 해피 길모어 (1996년) - 할머니 역
- 매드니스 (1995년) - 미시즈 픽맨 역
- 페이퍼 보이 (1994년)
- 이웃 (1993년)
- 인사이드 몽키 제터랜드 (1992년)
- 위험한 독신녀 (1992년)
- 크리터스 3 (1991년)
- 펜드럼 (1990년)
- 광란의 사랑 (1990년)
- 올리버의 모험 (1989년)
- 베스트 키드 3 (1989, The Karate Kid Part III)
- 빅 탑 피-위 (1988년)
- 위험 지역 (1988년)
- 트윈스 (1988년)
- LBJ: 초창기 (1987년)
- 유목민들 (1986년)
- 블루 벨벳 (1986년) - 바버라 역
- 두 얼굴의 스파이 (1985년)
- 마지막 홈런 (1985년)
- 더블 익스포저 (1983년)
- 버디 버디 (1981년)
- 홍키 통키 프리웨이 (1981년)
- 다락방 (1979년)
- 파울 플레이 (1978년)

### 텔레비전
- 사인펠드 (1996, 1998)
- 헤크 패밀리 (2009-11)